# Nineta principiae
Nineta principiae är en insektsart som beskrevs av Monserrat 1981. Nineta principiae ingår i släktet Nineta och familjen guldögonsländor. Inga underarter finns listade i Catalogue of Life.